# Baskin
Baskin és una població dels Estats Units a l'estat de Louisiana. Segons el cens del 2000 tenia 188 habitants.

## Demografia
Segons el cens del 2000, Baskin tenia 188 habitants, 77 habitatges, i 47 famílies. La densitat de població era de 54,2 habitants/km².
Dels 77 habitatges en un 32,5% hi vivien nens de menys de 18 anys, en un 48,1% hi vivien parelles casades, en un 9,1% dones solteres, i en un 37,7% no eren unitats familiars. En el 33,8% dels habitatges hi vivien persones soles el 26% de les quals corresponia a persones de 65 anys o més que vivien soles. El nombre mitjà de persones vivint en cada habitatge era de 2,36 i el nombre mitjà de persones que vivien en cada família era de 3,04.
Per edats la població es repartia de la següent manera: un 26,6% tenia menys de 18 anys, un 5,9% entre 18 i 24, un 25% entre 25 i 44, un 21,3% de 45 a 60 i un 21,3% 65 anys o més.
L'edat mediana era de 42 anys. Per cada 100 dones de 18 o més anys hi havia 72,5 homes.
La renda mediana per habitatge era de 18.000 $ i la renda mediana per família de 31.875 $. Els homes tenien una renda mediana de 26.250 $ mentre que les dones 12.321 $. La renda per capita de la població era de 16.034 $. Entorn del 22% de les famílies i el 24,3% de la població estaven per davall del llindar de pobresa.

## Poblacions més properes
El següent diagrama mostra les poblacions més properes.